# اوشن بریز پارک (فلوریدا)
اوشن بریز پارک (به انگلیسی: Ocean Breeze Park) شهرکی در شهرستان مارتین ایالت فلوریدا است که در سال ۱۹۶۰ بنیان‌گذاری شده‌است. این شهرک طبق سرشماری سال ۲۰۱۰ میلادی، ۴۶۷ نفر جمعیت داشته و مساحت آن نیز ۰٫۵ کیلومتر مربع است.